# Клижес
«Клиже́с» (фр. Cligès также фр. Cligés; фр. De Cliget) — второй куртуазный рыцарский роман Кретьена де Труа.

## Описание
По мнению медиевистов, в частности Поль Зюмтор, второй роман в стихах Кретьена де Труа был создан около 1176 года. «Клижес», как и остальные 4 романа писателя, написан восьмисложными стихами с парной рифмой. В то время как принято считать, что роман содержит 6664 стихов, первое научное издание 1884 года и русский перевод включают по 6784 стиха. Фабула второго романа повторяет строение сюжета первого произведения Кретьена («Эрек и Энида») и основана на конфликте в сфере любовных отношений героев. С самого начала автор вступает в открытую полемику с концепцией любви легенды о Тристане и Изольде, что становилось предметом обсуждения многих исследователей. Сочинение не лишено юмора и было задумано как «анти-Тристан» — любовный напиток внушает Алису, мужу Фенисы (имя производно от названия мифологической птицы Феникс), иллюзию овладевания молодой женой, когда в реальности всё это происходит лишь в его снах. Согласно концепции автора, «любовь не может служить вечным источником страданий». В первой части произведения, относящейся к «артуровскому» типу, царит идиллическая картина любви родителей заглавного героя — Александра и Сордамор (Soredamors). «Клижес» относится к куртуазным романам, в котором отвергается куртуазная трактовка любовных отношений: для автора истинное счастье могло воплотиться только в браке при единстве триады, когда супруга становилась возлюбленной, подругой и дамой.
В 1454 году появилась переложение в прозе Le livre de Alixandre empereur de Constentinoble et de Cliges son filz (Cliges en prose), опубликованное в первом научном издании романа 1884 года.

## Сюжет
В отличие от других романов Кретьена, в «Клижесе» использован византийский сюжет — герой книги является сыном императора Константинопольского, основное действие разворачивается в Константинополе.
Роман начинается с истории родителей героя — императора Александра и сестры Гавейна (одного из рыцарей Круглого Стола) Сордаморы. Их счастливой любви отведена первая часть произведения, или 1/3 его объёма. История родителей своей идилличностью контрастно подчеркивает трагический характер взаимоотношений героев — Клижеса и Фенисы. Ситуация здесь та же, что и в легенде о Тристане и Изольде: юноша полюбил жену дяди, и она полюбила его. Мужу, императору Алису (завладевшему троном брата) Фениса дает чудесный напиток: выпившему его Алису кажется, что он разделяет ложе Фенисы, в действительности же он спит крепчайшим сном и лишь в сновидении обладает женой. Но молодая женщина отвергает адюльтер и готова принадлежать возлюбленному только в том случае, если это не ущемит прав мужа.
Для этого Фениса решила сбежать с Клижесом, притворившись мертвой с помощью особого снадобья, и лишь Клижес, его слуга Жан и верная служанка Фессала знали правду. План удается на славу, и только спустя много времени обман обнаруживается — счастливых любовников случайно находят в роскошном саду, скрытом от посторонних глаз, где они мирно предаются восторгам взаимной любви. Клижес и Фениса, сопутствуемые верной Фессалой, спасаются бегством и прибывают, ища защиты, ко двору короля Артура, который был перенесён автором романа из Камелота в Лондон. Справедливый монарх готов снарядить огромную армию, чтобы наказать узурпатора Алиса и восстановить на отцовском троне подлинного рыцаря Клижеса. Но тут приходит весть, что от бессильной ярости узурпатор внезапно умер, и константинопольский трон свободен. Подданные с нетерпением ждут своего законного императора Клижеса. Фениса становится женой, подругой и дамой героя.

## Издания
Первое научное издание
- Christian von Troyes. Cligés // Sämtliche Werke :  [фр.] / nach allen bekannten Handschriften herausgegeben von Wendelin Foerster. — Halle : M. Niemeyer, 1884. — Vol. I. — P. 1—280. — LXXVI+353 p.

Данное издание не раз подвергалось серьезной критике, но не было заменено другими. Роман неоднократно издавался согласно текстам различных рукописей. 
- Cligés // Les romans de Chrétien de Troyes édités d'après la copie de Guiot (Bibl. nat. n. 794) :  [фр.] : en 2 vol. / publié par Alexandre Micha. — Paris : Champion, 1957. — Vol. II. — XXXI + 256 p. — (Les classiques français du Moyen Âge, 84).

Русский перевод
При единственном переводе «Клижеса» на русский язык за основной источник текста был принят так называемый «список Гюйо» (ms. français, 794, f. 54rb-79va (A)), опубликованный А. Миша:
- Кретьен де Труа. Клижес / пер. со старофранцузского В. Б. Микушевича // Эрек и Энида. Клижес / Отв. ред. Е. А. Гунст; ст. и примеч. А. Д. Михайлова. — М. : Наука, 1980. — С. 212—414. — 510 с. — (Литературные памятники). — 100 000 экз.